# Schlossmühle Neersen
Die Schlossmühle Neersen war eine Wassermühle an der Niers in Willich mit einem unterschlächtigen Wasserrad.

## Geographie
Die Schlossmühle hatte ihren Standort an der Niers in der Hauptstraße im Stadtteil Neersen der nordrhein-westfälischen Stadt Willich im Kreis Viersen. Das Gelände, auf dem das Mühlengebäude einmal stand, hat liegt auf ca. 39 m über NN.
Die Niers in ihrem veränderten Flussbett versorgte über Jahrhunderte die Schlossmühle Neersen mit Wasser. Die Pflege und Unterhaltung des Gewässers obliegt dem Wasser- und Bodenverband der Mittleren Niers, der in Grefrath seinen Sitz hat.

## Geschichte
Die Schlossmühle Neersen wird im 14. Jahrhundert erstmals in einer Heinsberger Belehnungsurkunde genannt. Von einer „molendium ante castum – Mühle vor der Burg“ ist die Rede. Unter französischer Verwaltung wurden Schloss und Mühle an Privathand verkauft. Ein betrieblicher Einschnitt kam allerdings erst 1903, als der Eigentümer die Mühle stilllegte und zu einem wasserkraftbetriebenen Elektrizitätswerk machte, um für seinen Privatbedarf den elektrischen Strom zu gewinnen. Erst 1930 wurde die Mühle als Wohnhaus eingerichtet, das in modernisierter Form heute noch steht.
Zum Schloss gehörte ab etwa 1600 auch eine Ölmühle. Sie stand ebenfalls an der Hauptstraße, aber ein Stück weiter nördlich. Für sie hatte man einen Graben um das Schloss herumgeführt. Gespeist wurde er allerdings nicht von der Niers, sondern von der Cloer, einem kleinen Nebengewässer. Große Bedeutung scheint die Ölmühle aber nicht gehabt zu haben. 1765 wurde sie abgebrochen. Fortan wurde das nötige Öl in der Schlossmühle geschlagen.

## Galerie

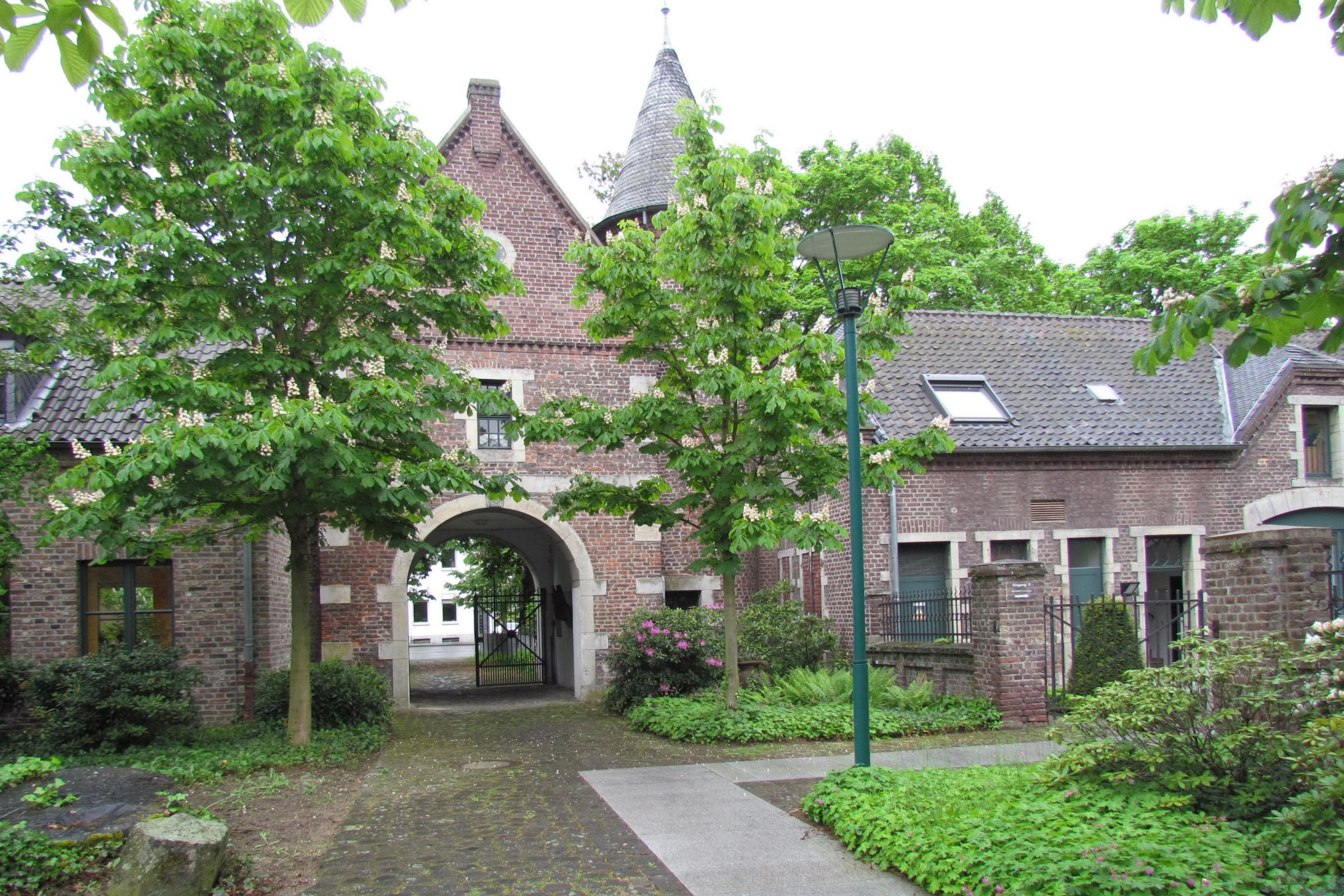
Teil des Schlosses mit alten Mühlstein
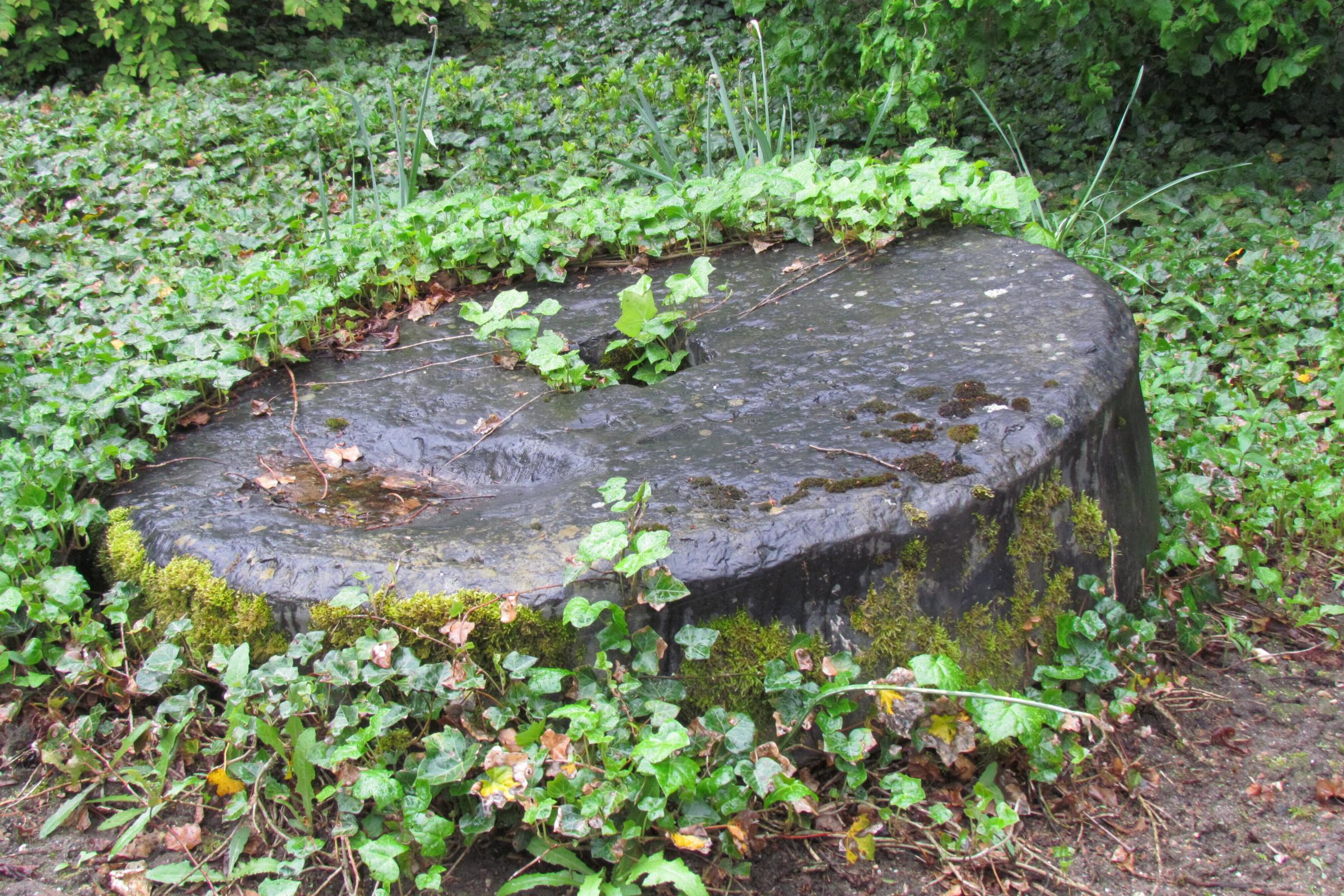
Alter Mühlstein
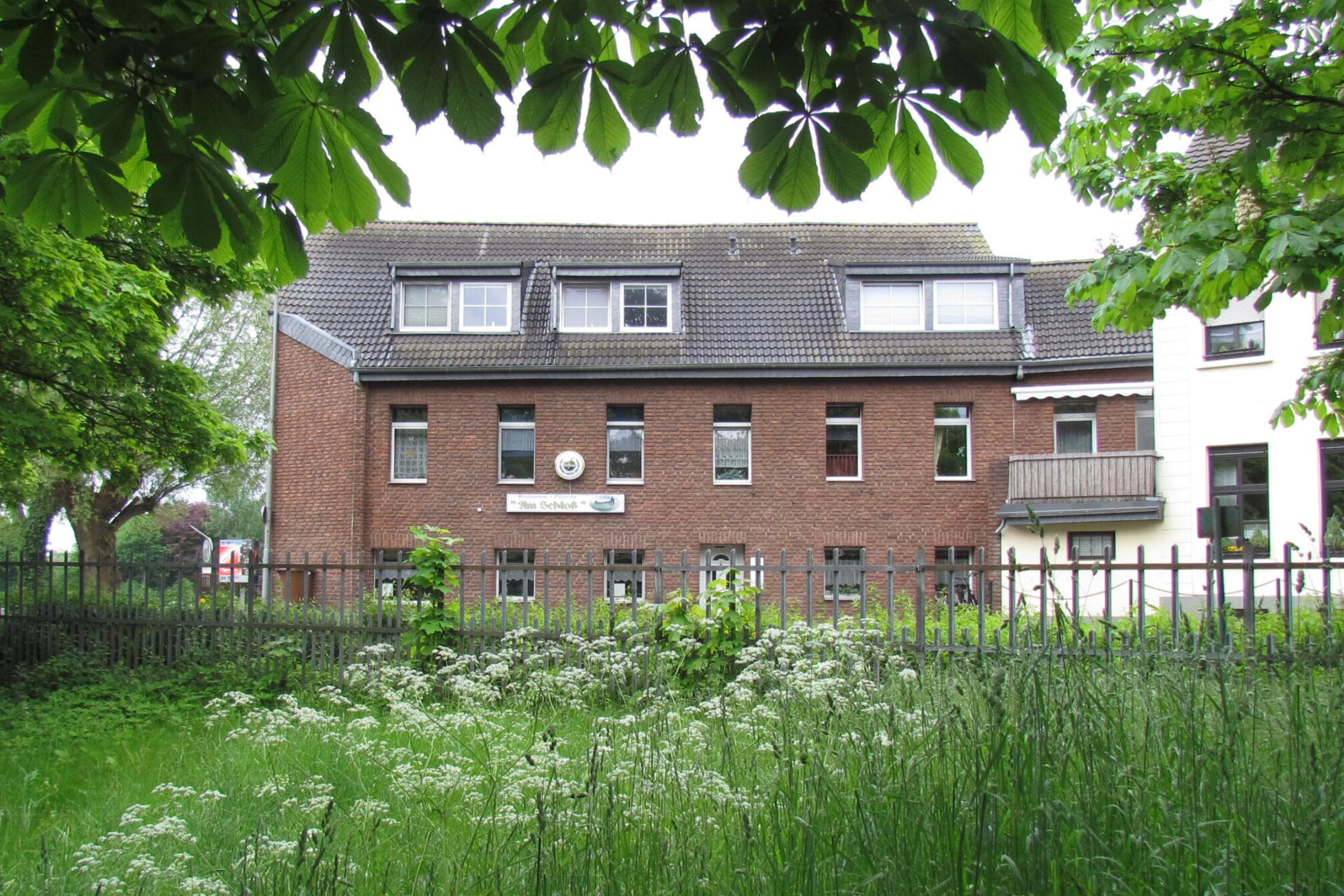
Vermutlicher Standort der Schlossmühle